# Gáncs Péter
Gáncs Péter (Budapest, 1951. május 24. –) evangélikus lelkész, püspök.

## Élete
Édesapja, Gáncs Aladár is lelkész. Gyermek- és fiatalkorában Nyíregyházán éltek, itt folytatta középiskolai tanulmányait is. 1969 és 1974 között az Evangélikus Teológiai Akadémián szerzett lelkészi diplomát. 1974-ben Ottlyk Ernő püspök avatta lelkésszé. 1976-ig budavári segédlelkészként szolgált, ezt követően egy évig a Magyarországi Egyházak Ökumenikus Tanácsa irodájában dolgozott, majd 1977 és 1980 között a rákoscsaba-pécel-isaszegi társgyülekezet lelkésze volt. 1980-ban egy félévet Wuppertalban tanult, majd 1996-ig a nagytarcsai gyülekezet lelkészeként szolgált. 
1997 és 2003 között a Magyarországi Evangélikus Egyház országos evangélizációs és missziói lelkésze volt. Harmati Béla nyugdíjba vonulása után, 2003 júniusában a Déli evangélikus egyházkerület gyülekezetei megválasztották püspöküknek. Beiktatására 2003. szeptember 6-án került sor a békéscsabai nagytemplomban. 2010. november 26.-án lett a Magyarországi Evangélikus Egyház elnök-püspöke Ittzés János utódaként, amely tisztséget 2017. november 24-ig töltötte be, amikor megválasztották Fabiny Tamást.
1975-ben házasságot kötött Hafenscher Mártával, három gyermekük született: Tamás, Kristóf és Tünde.
Nyugalmazott püspökként homiletikát és missziológiát ad elő az Evangélikus Hittudományi Egyetem óraadójaként.

## Művei
- Utazzunk együtt! – Útikalauz konfirmandusoknak. FÉBÉ, Piliscsaba
- (Foltin Brúnóval közösen:) Élet-jel – Evangélikus konfirmandusok könyve. A Magyarországi Evangélikus Egyház Sajtóosztálya, Budapest, 1985. ISBN 963-7020-52-7
- "Nyitott ajtót adtam eléd...". Gáncs Péter evangélikus elnök-püspökkel beszélget Zimányi Ágnes; Kairosz, Bp., 2015 (Miért hiszek?)
- Bogárdi Szabó István–Gáncs Péter–Veres András: Hit által; Éghajlat, Bp., 2017
- Forrásközelben; Luther, Bp., 2018

## Díjai
- A Magyar Érdemrend középkeresztje (2021)